# Dipterocarpus megacarpus
Dipterocarpus megacarpus är en tvåhjärtbladig växtart som beskrevs av L. Madani. Dipterocarpus megacarpus ingår i släktet Dipterocarpus och familjen Dipterocarpaceae. Inga underarter finns listade i Catalogue of Life.